# Ostrosz wipera
Ostrosz wipera, żmijka, ostrosz żmijka (Echiichthys vipera) – gatunek ryby z rodziny ostroszowatych (Trachinidae).

## Występowanie
Występuje w północnym Atlantyku od Szkocji, cieśn. Skagerrak, M. Północnego do wybrzeża zachodniej Afryki i Madery.
Ryba żyjąca na dnie piaszczystym na głębokości do 50 m. Prowadzące samotny tryb życia.

## Opis
Dorasta maksymalnie do 14 cm. Ciało długie, bocznie spłaszczone. Szeroki otwór gębowy, skierowany do góry. Oczy wysoko osadzone na głowie, skierowane ku górze. Na pokrywie skrzelowej silny kolec jadowy. Płetwa grzbietowe podzielona, pierwsza część krótka podparta 5-7 kolcami jadowymi, druga bardzo długa podparta 21-24 miękkimi promieniami. Płetwa odbytowa bardzo długa podparta 1 twardym i 24-26 miękkimi promieniami. Płetwa brzuszna umiejscowiona na podgardlu.
Ubarwienie: grzbiet żółtobrązowy, brzuch jaśniejszy, srebrzyście połyskujący. Na głowie i grzbiecie małe czarne punkty. Pierwsza część płetwy grzbietowej czarna, druga część płetwy grzbietowej oraz płetwy ogonowa i piersiowa z rzędami małych, ciemnych punktów.

## Odżywianie
Odżywia się skorupiakami, ikrą i narybkiem.

## Rozród
Tarło odbywa się od czerwca do sierpnia.